# Семиозерки
Семиозе́рки (рос. Семиозёрки) — присілок у складі Сєверського міського округу Томської області, Росія.

## Населення
Населення — 13 осіб (2010; 3 у 2002).
Національний склад (станом на 2002 рік):
- росіяни — 67 %
- латиші — 33 %